# Obryte (wieś w powiecie pułtuskim)

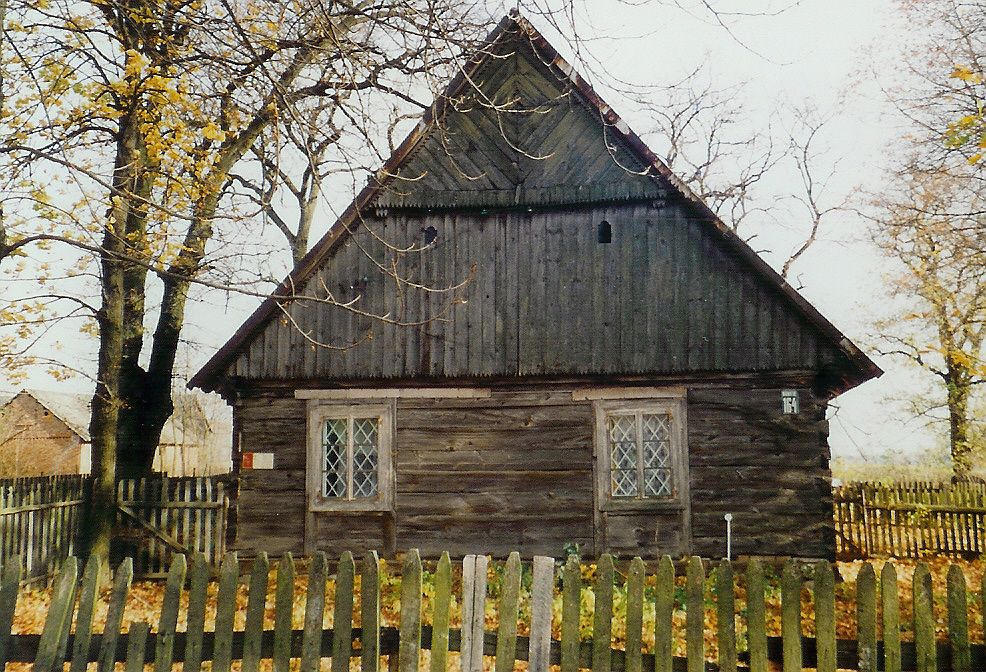
Chata białokurpiowska w Obrytem

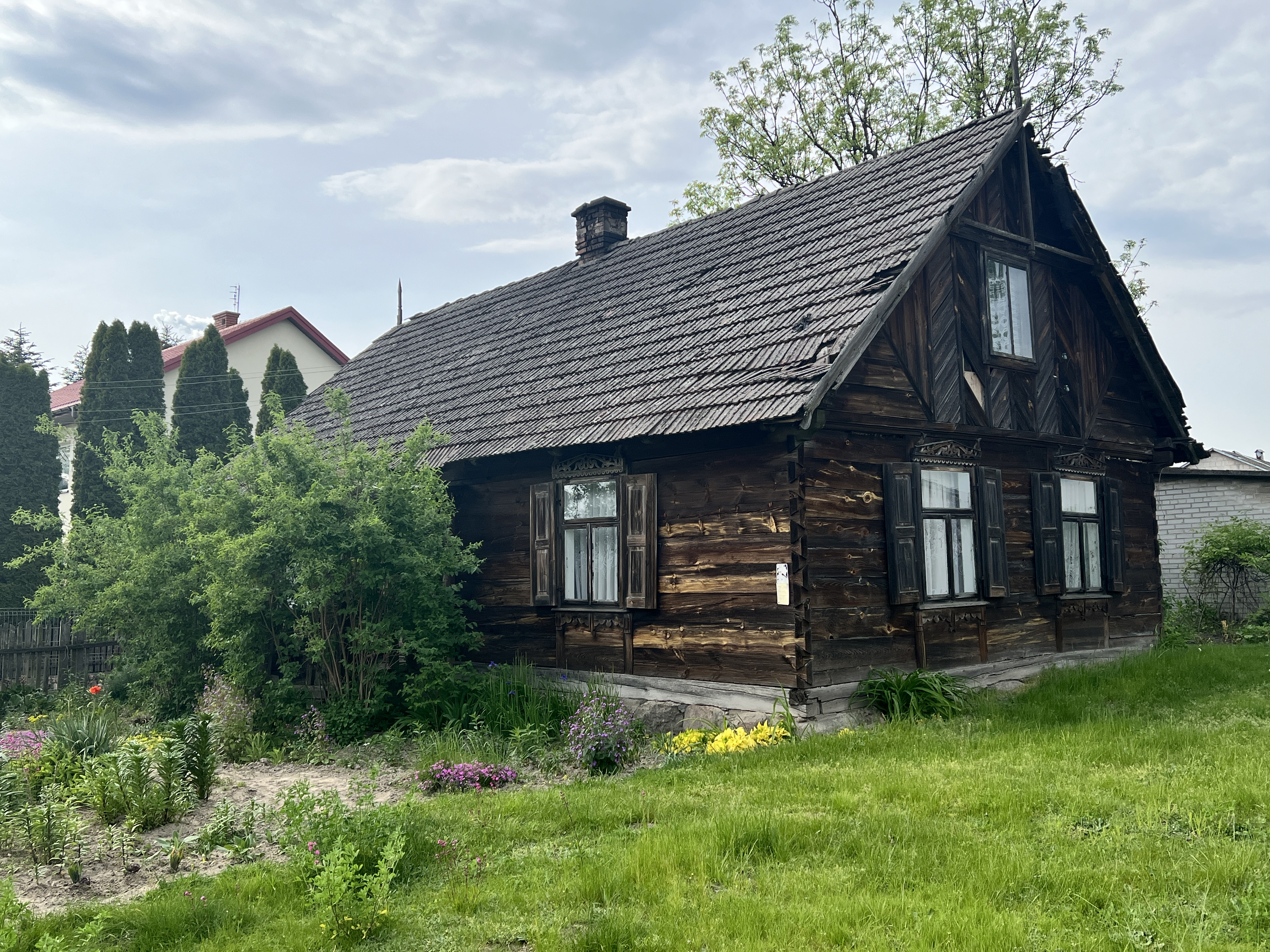
Chata kurpiowska (dom nr 37)

Obryte – wieś w Polsce położona w województwie mazowieckim, w powiecie pułtuskim, w gminie Obryte. Ma status sołectwa.

## Nazwa
W XIII wieku miejscowość nosiła nazwę Marcinkowice. Nazwę wsi na Obryte zmieniono jeszcze w średniowieczu. Pochodzi ona od czasownika „obryć”, czyli okopać, otoczyć rowem. Najprawdopodobniej wieś została otoczona rowami celem ochrony mieszkańców przed dziką zwierzyną. Możliwe, że nazwa odnosi się do ochrony wsi przed częstymi w średniowieczu najazdami m.in. jaćwieskimi, pruskimi i litewskimi.

## Położenie
Miejscowość położona jest w Puszczy Białej, na skraju Nadbużańskiego Parku Krajobrazowego, przy trasie Pułtusk – Obryte – Wyszków, 15 km na wschód od Pułtuska, na wysokości 110 m n.p.m.
Od strony południowej graniczy z lasami należącymi do Nadleśnictwa Pułtusk, od strony zachodniej z wsią Skłudy, od strony wschodniej z wsią Sadykierz i Gródek, a od strony północnej z miejscowościami Ciółkowo i Zambski.

## Historia
Osada w tym miejscu istniała już w IX wieku, co potwierdzają znaleziska archeologiczne.
W XIII wieku, w wyniku dokonanego przez Konrada Mazowieckiego nadania, tereny Puszczy Białej stały się własnością biskupów płockich. Biskupi prowadzili intensywną akcję osadniczą na tych terenach, co skutkowało pojawieniem się nowych wsi, w tym Obrytego (wówczas Marcinkowic). Pierwszy raz miejscowość wzmiankowana była w najstarszym inwentarzu dóbr biskupstwa płockiego pochodzącym z początku XIII wieku.
Najpóźniej w 1449 roku biskup płocki Paweł Giżycki przekazał Obryte na uposażenie prepozytury pułtuskiej. W 1460 roku prepozyt Paweł z Gołymina wykupił sołectwo Obryte. W czwartej ćwierci XVIII wieku wieś przeszła z uposażenia prepozytury pułtuskiej do rąk podstolego nowogrodzkiego Augustyna Chociszewskiego.
Po 1398 roku biskup płocki Jakub z Korzkwi uposażył i erygował w Obrytym (wówczas Marcinkowicach) parafię. W tym czasie został wybudowany pierwszy kościół pod wezwaniem św. Jakuba.
Obryte w drugiej połowie XVI wieku leżało w powiecie kamienieckim ziemi nurskiej województwa mazowieckiego.
W drugiej połowie XVII i początkach XVIII wieku tereny Puszczy Białej zostały wyniszczone przez działania wojenne w trakcie potopu szwedzkiego oraz III wojny północnej. Na tych terenach szerzył się głód oraz epidemie. Czynniki te spowodowały wyludnienie się Puszczy Białej. Wówczas biskupi płoccy, celem ponownego zagospodarowania tych terenów, sprowadzili w latach 1730–1790 osadników kurpiowskich z Puszczy Zielonej. Procesy te dotknęły również Obryte.
Wieś Obryte pozostawała w dobrach biskupów płockich do 1796 roku. W wyniku III rozbioru Polski miejscowość znalazła się w zaborze pruskim. Rząd pruski na początku XIX wieku przejmował majątki kościelne, co skutkowało przejściem tych terenów na własność króla pruskiego.
W 1827 roku we wsi znajdowało się 45 domów, zamieszkiwało w niej 381 mieszkańców. Wówczas miejscowość w całości była wsią pańszczyźnianą. Mieszkało tu również 2 zagrodników, chałupnik, szynkarz, arendarz i kowal. Na terenie wsi istniał folwark. W 1820 grunta kościelne spisano oddzielnie: mieszkali tu ksiądz, nauczyciel, 6 gospodarzy i 7 komorników. Wieś rozwijała się jako główny ośrodek zsekularyzowanych dóbr biskupów płockich w Puszczy Białej zwanych dobrami narodowymi Obryte. Należały do nich m.in. Bartodzieje, Borzuchy, Cieńsza, Ciołkowo, Drwały, Gładczyn Narodowy, Grabowiec, Gródek, Kąty-Lutry, Komorowo, Lemany, Lutobrok, Ponikiew, Pniewo, Psary, Rząśnik, Sadykierz, Skłody, Tocznabiel, Wielądki, Wielgolas, Wólka-Piekosy, Zambski.
W 1835 roku część dóbr Obryte obejmujących miejscowość została przekazana księciu Michaiłowi Dymitrowiczowi Gorczakowi za zasługi w tłumieniu powstania listopadowego. Do nadania nie należały wsie i folwarki Obryte, Bartodzieje i Psary. W 1846 roku Obryte zostało urządzone kolonialnie: wyznaczono 33 działki gospodarcze, 6 działek ogrodników oraz działki dla kowala, karczmy i probostwa. Skasowano wówczas folwark Skłody położony ok. 1,5 km od Obrytego, zostawiono majątek ziemski probostwa. W 1854 roku w Obrytem były 44 osady. Uwłaszczenie chłopów przeprowadzono w 1875 roku. W końcu XIX wieku we wsi zamieszkała grupa Żydów i Niemców.
W okresie dwudziestolecia międzywojennego nastąpił rozwój miejscowości, głównie w zakresie edukacji i aktywizacji społeczności lokalnej. Wówczas Obryte stało się miejscowością gminną. Wieś leżała w województwie warszawskim, w powiecie pułtuskim, w gminie Obryte. Według Powszechnego Spisu Ludności z 1921 roku wieś zamieszkiwały 833 osoby, w tym 65 wyznania mojżeszowego i 4 innego chrześcijańskiego. Większość podała polską narodowość, 3 osoby – inną. Było tu 120 budynków mieszkalnych. Istniał też folwark Obryte. Miejscowość podlegała pod sąd grodzki w Pułtusku i okręgowy w Warszawie. Wieś miała własny urząd pocztowy. W 1938 we wsi istniało 85 gospodarstw.
W 1922 roku w budynkach folwarcznych w Obrytem powstał przytułek dla sierot i rannych w czasie I wojny światowej. W 1924 roku powstała Ochotnicza Straż Pożarna. W 1925 roku w Obrytem działała szkoła podstawowa, do której uczęszczało 60 uczniów. W 1934 roku oddano do użytku nowy budynek szkoły.
W okresie II wojny światowej wieś należała do III Rzeszy jako część Rejencji ciechanowskiej. Granicę z Generalnym Gubernatorstwem wyznaczono w położonej na południe od Obrytego wsi Sadykierz, co skutkowało wysiedleniem ludności żydowskiej oraz wyznaczeniem w Obrytem posterunku żandarmerii.
W 1945 w budynku przytułku w Obrytem działał doraźny szpital dla rannych żołnierzy, a następnie do 1947 budynek służył jako pięciooddziałowa szkoła oraz Dom Opieki. W 1948 zmieniono jego nazwę na Państwowy Zakład Opieki (następnie Dom Pomocy Społecznej). Od 1992 zajmuje nowy budynek.
W latach 1975–1998 miejscowość należała administracyjnie do województwa ostrołęckiego. W 1975 we wsi znajdowały się sklepy, restauracja, kiosk „Ruchu”, Wiejski Klub Prasy i Książki. W 1950 powstała biblioteka.
W 1998 we wsi mieszkało 934, w 2002 – 1103, a w 2009 – 1101 osób. Według spisu powszechnego z 2011 wieś zamieszkiwało 1112 osób. W czasie spisu powszechnego z 2021 zanotowano 1059 osób.

## Współczesność
| SIMC    | Nazwa      | Rodzaj    |
| ------- | ---------- | --------- |
| 0515230 | Działki    | część wsi |
| 0515253 | Pępkowo    | część wsi |
| 0515260 | Poświętne  | część wsi |
| 0515276 | Stara Wieś | część wsi |
| 0515282 | Zamoście   | część wsi |

Miejscowość jest siedzibą gminy Obryte oraz rzymskokatolickiej parafii św. Jana Chrzciciela.
Na terenie wsi znajduje się: Urząd Gminy, Gminna Biblioteka Publiczna, Dom Pomocy Społecznej, jednostka OSP, Zespół Placówek Oświatowych, dwa ośrodki zdrowia, Bank Spółdzielczy, placówka Poczty Polskiej oraz Wiejski Dom Kultury.

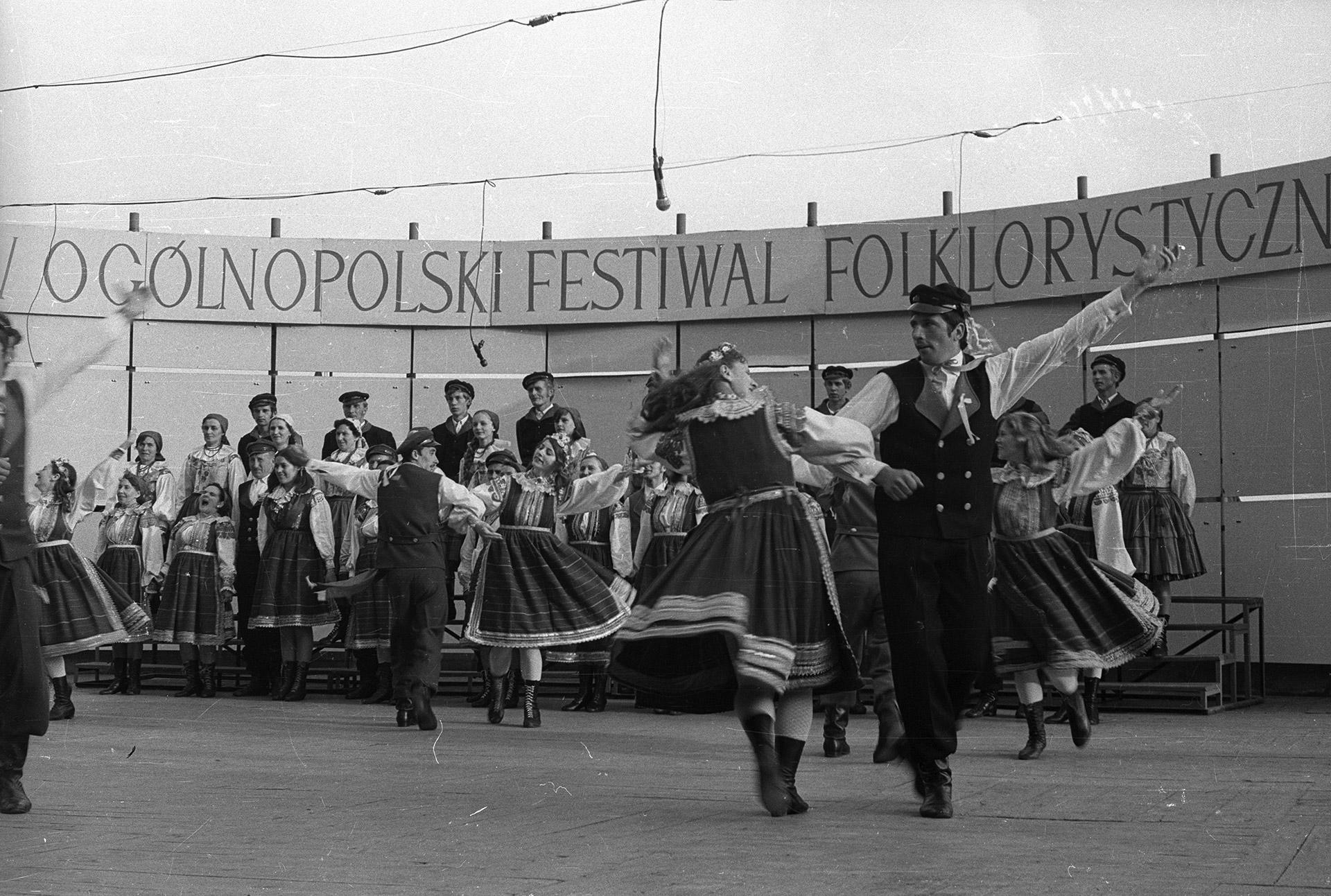
Występ Zespołu „Obryte” na Ogólnopolskim Festiwalu Folklorystycznym w Płocku (1971)

We wsi działał Zespół Pieśni i Tańca „Kurpie Białe” założony i kierowany przez Bonifacego Kozłowskiego. Kultywowana jest tradycja noszenia przez kobiety strojów ludowych Kurpi Białych. Przetrwał też zwyczaj gaiku na przywitanie wiosny oraz pieśni białokurpiowskie. Istnieje charakterystyczny sposób tańczenia oberka zwany obrycok. Zwyczaje Kurpiów Białych z Obrytego badała Wanda Modzelewska, a po II wojnie światowej Marian Pokropek.
W latach 1983–1993 w prywatnym domu twórczyni ludowej Stefanii Seroki w Obrytem funkcjonowała Izba Regionalna. Część eksponatów przywieziono z Muzeum Kultury Kurpiowskiej w Ostrołęce, które opiekowało się placówką, część stanowiły przedmioty z wyposażenia chaty Seroki, a resztę ofiarowali mieszkańcy wsi i okolic oraz osoby odwiedzające miejsce.

## Zabytki
W miejscowości znajdują się dwa obiekty wpisane do rejestru zabytków. Są to: kościół Trójcy Świętej w Obrytem z 1851 (nr rej. A-345 z 7 kwietnia 1998) oraz stara część cmentarza rzymskokatolickiego (nr rej. A-344 z 30 stycznia 1986). W gminnej ewidencji zabytków znajdują się też chata z ok. 1915 (nr 20) i drewniany budynek w starej części cmentarza datowany na początek XX wieku. Odnaleziono też ślady osady kultury łużyckiej.